# Danh sách tập truyện Fairy Tail

Bìa tập đầu tiên của Fairy Tail do Kodansha xuất bản vào ngày 15 tháng 12 năm 2006 tại Nhật Bản.

Các chương truyện của manga Fairy Tail do Hiro Mashima sáng tác và minh họa. Chương đầu tiên được đăng trên  Weekly Shōnen Magazine của Kodansha vào ngày 2 tháng 8 năm 2006, và được phát hành hàng tuần.

## Danh sách tập

### Tập 1–15
| #  | Phát hành tại Nhật Bản    | Phát hành tại Nhật Bản | Phát hành tại Bắc Mỹ      | Phát hành tại Bắc Mỹ |
| #  | Ngày phát hành            | ISBN                   | Ngày phát hành            | ISBN                 |
| -- | ------------------------- | ---------------------- | ------------------------- | -------------------- |
| 1  | ngày 15 tháng 12 năm 2006 | 978-4-06-363771-7      | ngày 25 tháng 3 năm 2008  | 978-0-345-50133-2    |
| 2  | ngày 17 tháng 1 năm 2007  | 978-4-06-363782-3      | ngày 25 tháng 3 năm 2008  | 978-0-345-50330-5    |
| 3  | ngày 16 tháng 3 năm 2007  | 978-4-06-363810-3      | ngày 24 tháng 6 năm 2008  | 978-0-345-50556-9    |
| 4  | ngày 17 tháng 5 năm 2007  | 978-4-06-363832-5      | ngày 16 tháng 9 năm 2008  | 978-0-345-50557-6    |
| 5  | ngày 17 tháng 7 năm 2007  | 978-4-06-363857-8      | ngày 27 tháng 1 năm 2009  | 978-0-345-50558-3    |
| 6  | ngày 14 tháng 9 năm 2007  | 978-4-06-363890-5      | ngày 28 tháng 4 năm 2009  | 978-0-345-50681-8    |
| 7  | ngày 16 tháng 11 năm 2007 | 978-4-06-363914-8      | ngày 7 tháng 7 năm 2009   | 978-0-345-51039-6    |
| 8  | ngày 17 tháng 1 năm 2008  | 978-4-06-363940-7      | ngày 27 tháng 10 năm 2009 | 978-0-345-51040-2    |
| 9  | ngày 17 tháng 3 năm 2008  | 978-4-06-363965-0      | ngày 29 tháng 12 năm 2009 | 978-0-345-51233-8    |
| 10 | ngày 16 tháng 5 năm 2008  | 978-4-06-363986-5      | ngày 23 tháng 3 năm 2010  | 978-0-345-51457-8    |
| 11 | ngày 12 tháng 8 năm 2008  | 978-4-06-384023-0      | ngày 22 tháng 6 năm 2010  | 978-0-345-51992-4    |
| 12 | ngày 17 tháng 10 năm 2008 | 978-4-06-384050-6      | ngày 28 tháng 9 năm 2010  | 978-0-345-51993-1    |
| 13 | ngày 17 tháng 12 năm 2008 | 978-4-06-384075-9      | ngày 10 tháng 5 năm 2011  | 978-1-935-42932-6    |
| 14 | ngày 17 tháng 3 năm 2009  | 978-4-06-384098-8      | ngày 12 tháng 7 năm 2011  | 978-1-935-42933-3    |
| 15 | ngày 15 tháng 5 năm 2009  | 978-4-06-384136-7      | ngày 27 tháng 9 năm 2011  | 978-1-935429-34-0    |

### Tập 16–30
| #  | Phát hành ja              | Phát hành ja      | Phát hành Bắc Mỹ          | Phát hành Bắc Mỹ  |
| #  | Ngày phát hành            | ISBN              | Ngày phát hành            | ISBN              |
| -- | ------------------------- | ----------------- | ------------------------- | ----------------- |
| 16 | ngày 17 tháng 7 năm 2009  | 978-4-06-384158-9 | ngày 8 tháng 11 năm 2011  | 978-1-935-42935-7 |
| 17 | ngày 17 tháng 9 năm 2009  | 978-4-06-384185-5 | ngày 24 tháng 1 năm 2012  | 978-1-612-62054-1 |
| 18 | ngày 17 tháng 11 năm 2009 | 978-4-06-384211-1 | ngày 6 tháng 3 năm 2012   | 978-1-612-62055-8 |
| 19 | ngày 15 tháng 1 năm 2010  | 978-4-06-384233-3 | ngày 29 tháng 5 năm 2012  | 978-1-612-62056-5 |
| 20 | ngày 17 tháng 3 năm 2010  | 978-4-06-384266-1 | ngày 10 tháng 7 năm 2012  | 978-1-612-62057-2 |
| 21 | ngày 17 tháng 5 năm 2010  | 978-4-06-384296-8 | ngày 25 tháng 9 năm 2012  | 978-1-612-62058-9 |
| 22 | ngày 17 tháng 8 năm 2010  | 978-4-06-384346-0 | ngày 27 tháng 11 năm 2012 | 978-1-612-62059-6 |
| 23 | ngày 15 tháng 10 năm 2010 | 978-4-06-384379-8 | ngày 29 tháng 1 năm 2013  | 978-1-612-62060-2 |
| 24 | ngày 17 tháng 12 năm 2010 | 978-4-06-384416-0 | ngày 26 tháng 3 năm 2013  | 978-1-61262-266-8 |
| 25 | ngày 17 tháng 2 năm 2011  | 978-4-06-384442-9 | ngày 23 tháng 4 năm 2013  | 978-1612622675    |
| 26 | ngày 15 tháng 4 năm 2011  | 978-4-06-384473-3 | ngày 28 tháng 5 năm 2013  | 978-1612622682    |
| 27 | ngày 17 tháng 6 năm 2011  | 978-4-06-384502-0 | ngày 25 tháng 6 năm 2013  | 978-1612622699    |
| 28 | ngày 17 tháng 8 năm 2011  | 978-4-06-384533-4 | ngày 30 tháng 7 năm 2013  | 978-1612622705    |
| 29 | ngày 17 tháng 10 năm 2011 | 978-4-06-384563-1 | ngày 27 tháng 8 năm 2013  | 978-1612624068    |
| 30 | ngày 16 tháng 12 năm 2011 | 978-4-06-384597-6 | —                         | —                 |

### Tập 31–45
| #  | Phát hành ja Bản          | Phát hành ja Bản  | Phát hành Bắc Mỹ          | Phát hành Bắc Mỹ  |
| #  | Ngày phát hành            | ISBN              | Ngày phát hành            | ISBN              |
| -- | ------------------------- | ----------------- | ------------------------- | ----------------- |
| 31 | ngày 17 tháng 2 năm 2012  | 978-4-06-384628-7 | —                         | —                 |
| 32 | ngày 17 tháng 4 năm 2012  | 978-4-06-384654-6 | —                         | —                 |
| 33 | ngày 15 tháng 6 năm 2012  | 978-4-06-384686-7 | —                         | —                 |
| 34 | ngày 17 tháng 8 năm 2012  | 978-4-06-384719-2 | —                         | —                 |
| 35 | ngày 16 tháng 11 năm 2012 | 978-4-06-384765-9 | —                         | —                 |
| 36 | ngày 15 tháng 2 năm 2013  | 978-4-06-384810-6 | —                         | —                 |
| 37 | ngày 17 tháng 4 năm 2013  | 978-4-06-384845-8 | ngày 15 tháng 4 năm 2014  | 978-1-61262-433-4 |
| 38 | ngày 17 tháng 6 năm 2013  | 978-4-06-384876-2 | ngày 13 tháng 5 năm 2014  | 978-1-61262-434-1 |
| 39 | ngày 16 tháng 8 năm 2013  | 978-4-06-394908-7 | ngày 4 tháng 6 năm 2014   | 978-1-61262-435-8 |
| 40 | ngày 17 tháng 10 năm 2013 | 978-4-06-394941-4 | ngày 15 tháng 7 năm 2014  | 978-1-61262-417-4 |
| 41 | ngày 17 tháng 12 năm 2013 | 978-4-06-394982-7 | ngày 12 tháng 8 năm 2014  | 978-1-61262-437-2 |
| 42 | ngày 17 tháng 3 năm 2014  | 978-4-06-395009-0 | ngày 30 tháng 9 năm 2014  | 978-1-61262-561-4 |
| 43 | ngày 16 tháng 5 năm 2014  | 978-4-06-395077-9 | ngày 28 tháng 10 năm 2014 | 978-1-61262-562-1 |
| 44 | ngày 17 tháng 7 năm 2014  | 978-4-06-395124-0 | ngày 25 tháng 11 năm 2014 | 978-1-61262-563-8 |
| 45 | ngày 17 tháng 9 năm 2014  | 978-4-06-395186-8 | ngày 30 tháng 12 năm 2014 | 978-1-61262-564-5 |

### Tập 46–63
| #  | Phát hành ja Bản          | Phát hành ja Bản  | Phát hành Bắc Mỹ          | Phát hành Bắc Mỹ  |
| #  | Ngày phát hành            | ISBN              | Ngày phát hành            | ISBN              |
| -- | ------------------------- | ----------------- | ------------------------- | ----------------- |
| 46 | ngày 17 tháng 11 năm 2014 | 978-4-06-395241-4 | ngày 27 tháng 1 năm 2015  | 978-1-61262-797-7 |
| 47 | ngày 16 tháng 1 năm 2015  | 978-40-6395-287-2 | ngày 31 tháng 3 năm 2015  | 978-1-61262-798-4 |
| 48 | ngày 17 tháng 3 năm 2015  | 978-4-06-395343-5 | ngày 26 tháng 5 năm 2015  | 978-1-61-262819-6 |
| 49 | ngày 15 tháng 5 năm 2015  | 978-4-06-395406-7 | ngày 28 tháng 7 năm 2015  | 978-1-61-262985-8 |
| 50 | ngày 17 tháng 7 năm 2015  | 978-4-06-395435-7 | ngày 29 tháng 9 năm 2015  | 978-1-61-262986-5 |
| 51 | ngày 17 tháng 9 năm 2015  | 978-4-06-395489-0 | ngày 24 tháng 11 năm 2015 | 978-1-63-236114-1 |
| 52 | ngày 17 tháng 11 năm 2015 | 978-4-06-395538-5 | ngày 26 tháng 1 năm 2016  | 978-1-63-236115-8 |